# 高橋義治 (画家)
高橋 義治（たかはし よしはる、主にドイツ語圏で活動したので、ヨシ・タカハシ（Yoshi Takahashi)として知られる、1943年3月15日 - 1998年4月17日）は日本生まれの画家、版画家である。1966年から主にドイツで活動し、1974年からオーストリアで活動した。

## 略歴
東京で生まれた。1960年に東京芸術大学油画科に入学し、1965年に卒業した。1966年にドイツに留学し、ミュンヘン美術院で学んだ。1969年に美術院を卒業した後、オーストリアの高等美術研究員（Graphische Lehr- und Versuchsanstalt）のスーチェク（Slavi Soucek）に版画を学んだ。アクアチントの技法で作られた版を組み合わせて、3原色で印刷する独自の技法などで版画を製作した。
1973年にミュンヘン大学の講師に任じられ、1974年から1981年の間、オーストリアの私立学校、ザルツプルグ・カレッジ（Salzburg College）で絵画、版画の教授を務めた。1981年から1984年までザルツプルグ・カレッジのワークショップの所長を務めた。1993年、ザールラントの国際サマーアカデミーで水彩クラスのヘッドなども勤めた。1973年から、ザルツブルクの芸術家が創立し、スーチェクが名誉会長を務めた芸術家団体、"Gruppe 73"のメンバーとなった。ドイツ、オーバーバイエルンのバート・ライヘンハル（Bad Reichenhall）で没した。